# Mirafiori Motor Village

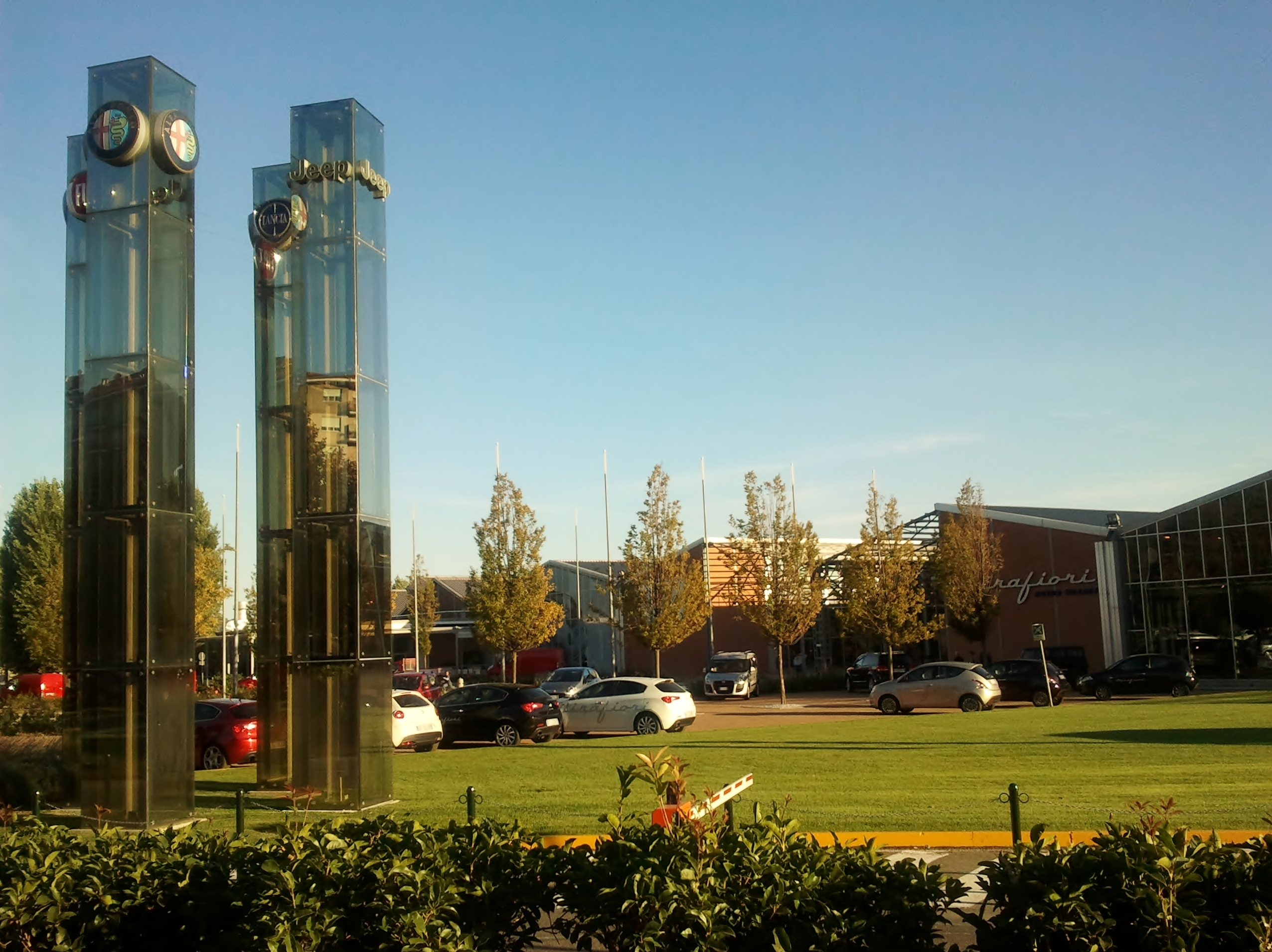
Mirafiori Motor Village

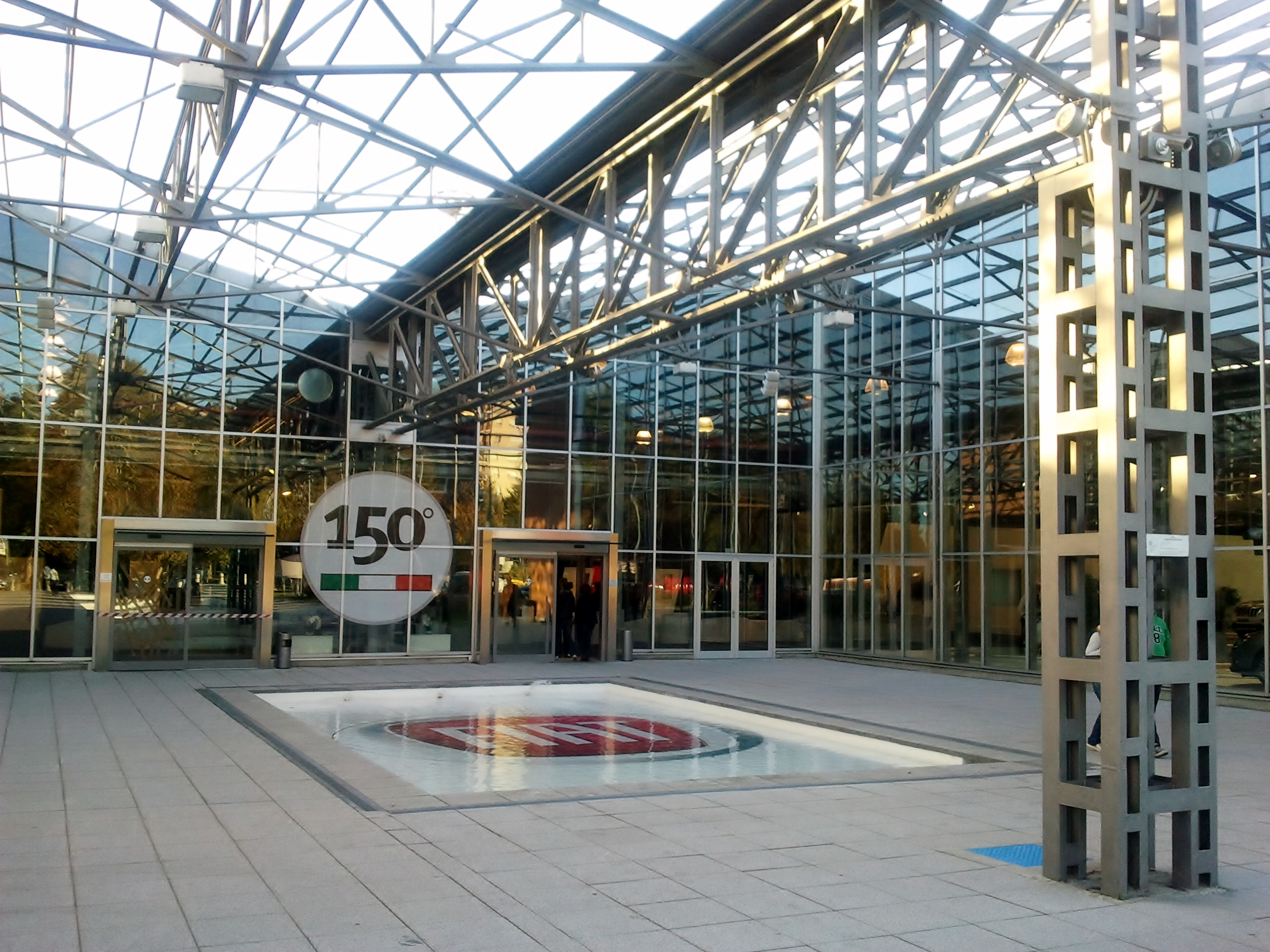
Entrada principal

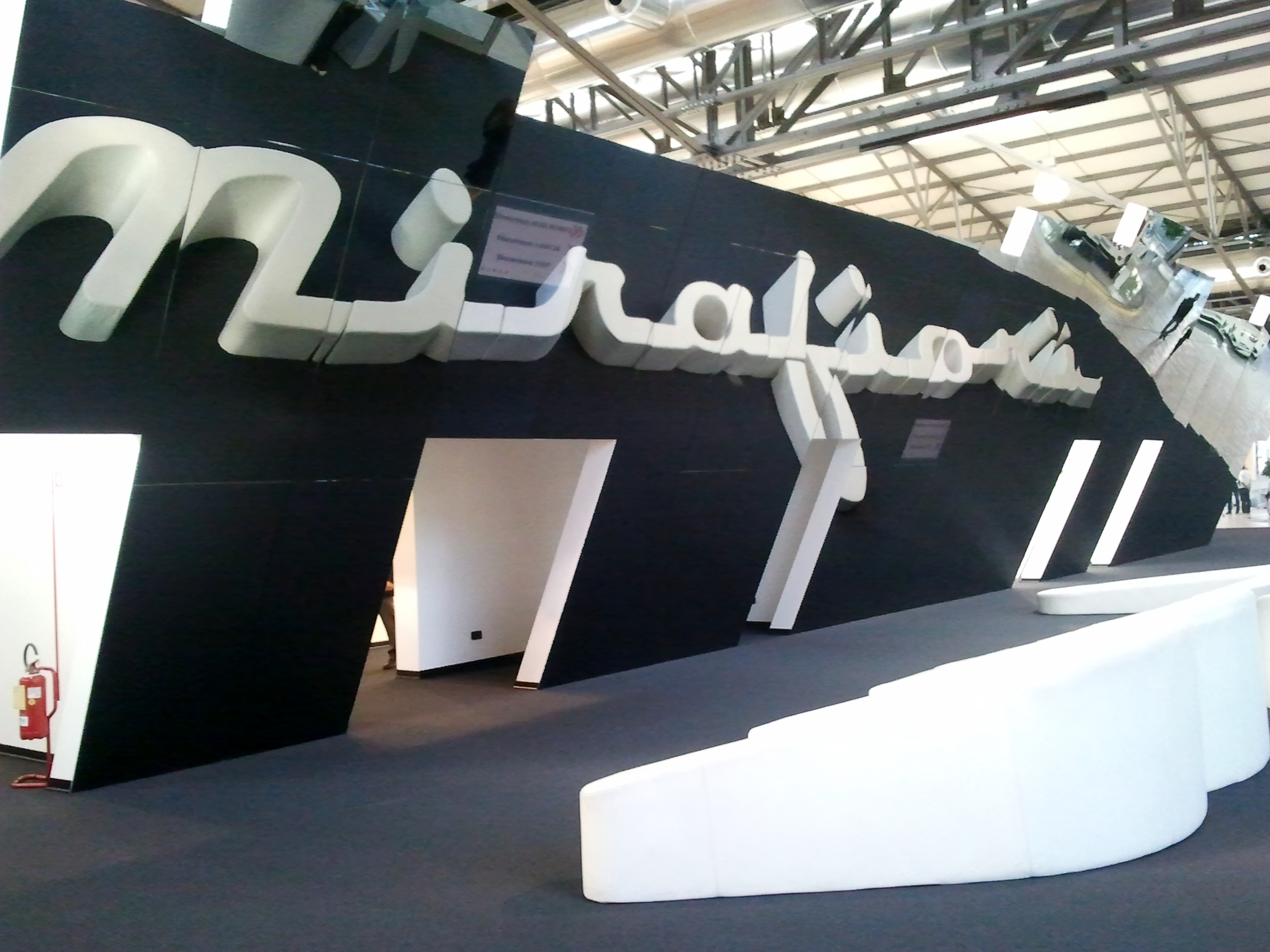
Detalle del interior

Mirafiori Motor Village es un concepto innovador de centro polivalente relacionado con el mundo del motor y el mayor concesionario de Fiat Group Automobiles del mundo. Se sitúa en Turín, en la zona norte de la histórica fábrica de Fiat Mirafiori, en una área recuperada de ésta. Inaugurado en 2006, con 70.000 m² es el mayor espacio de exposición dedicado a los coches de Europa.

## Descripción
Consta de cuatro grandes espacios expositivos separados para las marcas Fiat, Abarth, Lancia, Alfa Romeo, Jeep y Fiat Professional. Adicionalmente es posible probar los diferentes coches en la vestusta pista de pruebas de la propia fábrica, de una longitud de más de 2 km. En ella también se realizan cursos de conducción segura.

### Zonas
El centro dispone adicionalmente de otra serie de dependencias abiertas al público relacionadas con el mundo del automóvil:
- Una galería de arte en la que se exponen diferentes piezas relacionadas normalmente con el mundo del motor.

- Mirafiori Agora, un pequeño centro de convenciones con 400 plazas para reuniones y conferencias usado habitualmnete para diferentes actividades del grupo.

- Mirafiori Café, espacio de cafetería ambientado en la estética de las marcas presentes en el centro y con diferentes guiños a su historia.

- Tienda Mirafiori, con diferentes productos de merchandising y espacio para accesorios originales de Fiat, Abarth, Fiat Professional, Jeep, Lancia y Alfa Romeo.

- Academia de conducción segura.

- Un almacén de recambios originales abierto al público.

- Un centro de recogida de vehículos usados.